# ダイアモンドT
ダイアモンドTカンパニー（英: Diamond T Company）はかつて乗用車とトラックを製造していたアメリカのメーカー。商用車と軍用トラックを製造した。

## 歴史

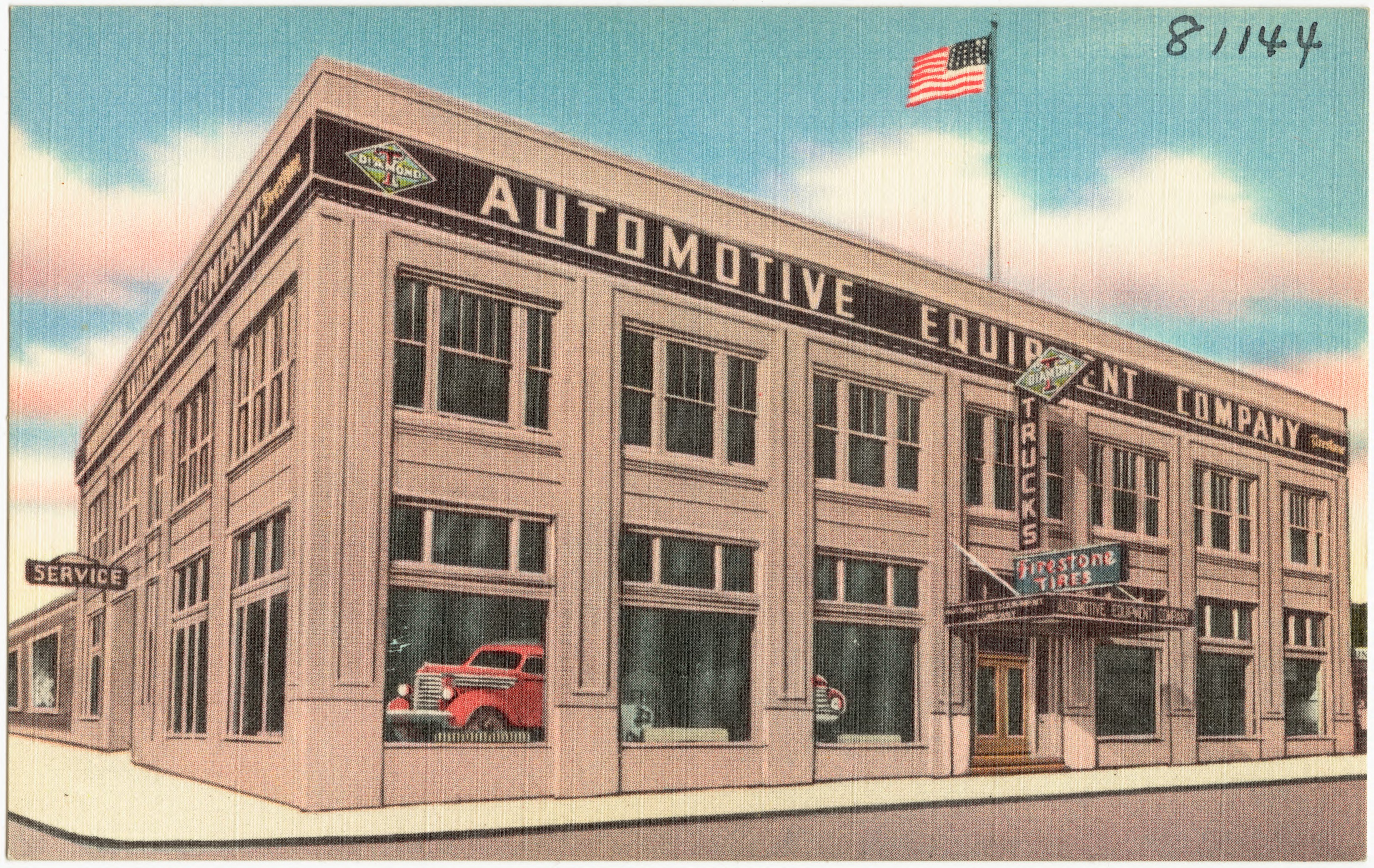
オレゴン州のダイアモンドT販売代理店 1940年代

ダイアモンドTモーター・カンパニー (Diamond T Motor Company) は1905年のシカゴでC. A.ティルト (C. A. Tilt) によって創業された。会社名の由来は、靴職人だったティルトの父親が「大きなT (ティルトの頭文字) をダイヤで囲う」という意匠のロゴを高品質の証しとして使っていたからだと伝えられている。  同社が製造するトラックのフード・エンブレム (ボンネットのマスコット) は手綱をつけたソリ犬だった。ツーリングカー (20世紀初頭に広く普及していた乗用車) の製造に始まり、会社は後にトラックの製造でその名を知られるようになった。 1967年には、ホワイト・モーター・カンパニーの子会社として、レオ・モーター・カー・カンパニーと合併しダイアモンド・レオ・トラックとなった。
第二次世界大戦期、ダイアモンドTは大型トラックの原型となったモデル980、981を製造した。「プライムムーバー」 (多くは大型ディーゼルエンジン搭載の馬力の高い動力車) ともいわれた。本モデルは、すぐさまイギリス政府の担当部門 (British Purchasing Commission) に買い取られ、改造を加えられ戦車運搬車の役割を果たすトラクター (牽引車) として利用された。 ロジャース社製トレーラー (被牽引車) と組み合わされたダイアモンドTトラックは、その機動力と頑丈なつくりで行動不能におちいった損傷戦車を真っ先に救助することができ、北アフリカ戦線のイギリス陸軍において優秀な働きをみせた。   さらにダイアモンドTは積載量4トンにして六輪駆動のG509全シリーズを世に送り出した。同シリーズにはカーゴ、ダンプ、セミトラクター、レッカートラックだけでなく、さらにライトトラック、半装軌車G7102も含まれていた。
ダイアモンドTは、第二次世界大戦中に軍事生産契約を結んだ米国企業の中で、その貢献度を47位と評価された。
ダイアモンドTは3種類のピックアップトラックを製造した。ハーキュリーズQX (Hercules QX) シリーズの6気筒エンジンを動力源とするモデル80、201、それからモデル202である。モデル80は1936年から1938年にかけて製造され、モデル201は1938年から1949年にかけて製造された。

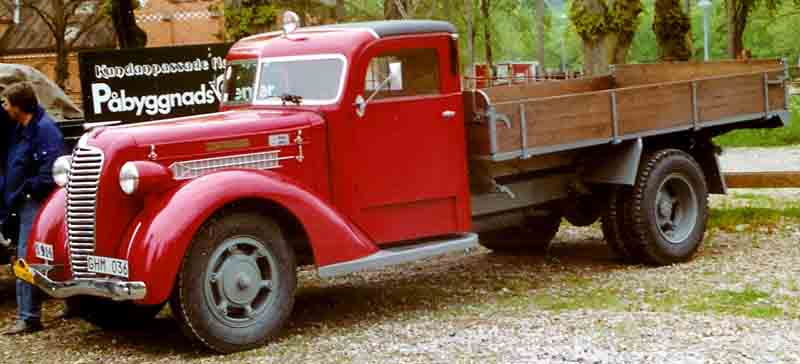
ダイアモンドTトラック1937年製

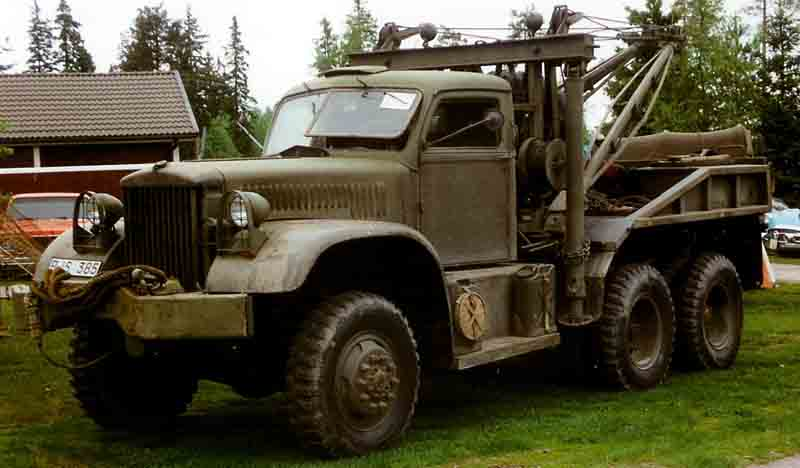
ダイアモンドTレッカー 1941年製

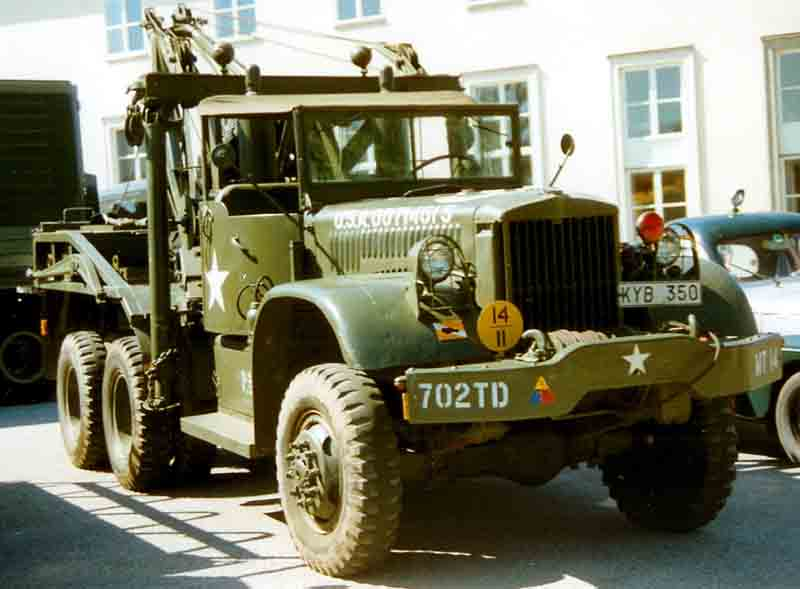
ダイアモンドT 969A レッカー 1943年製

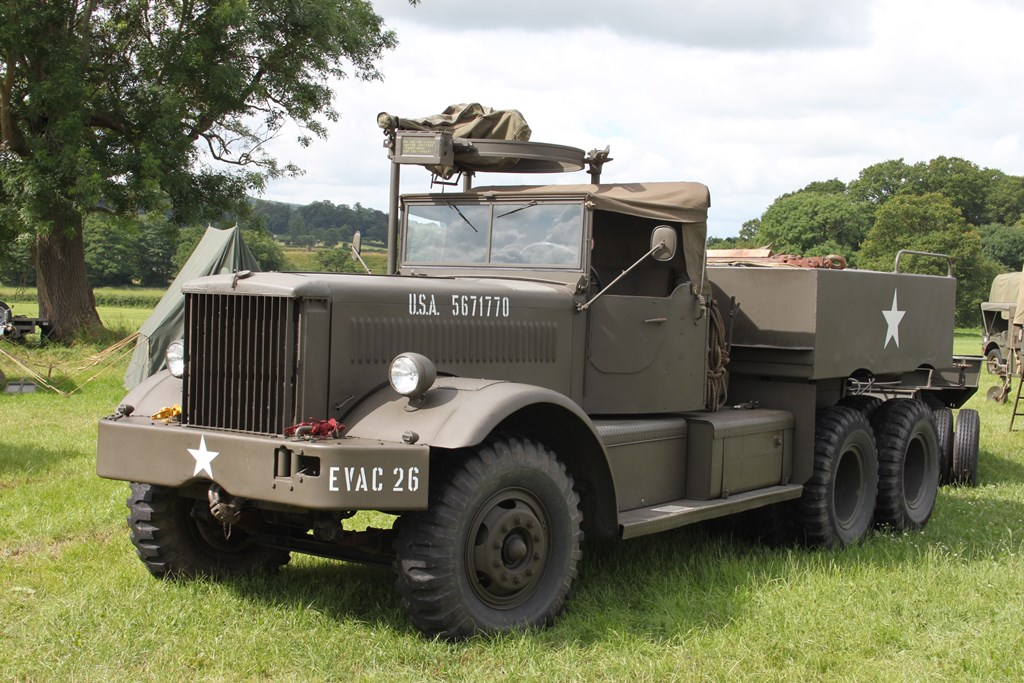
ダイアモンドT 981 戦車運搬車

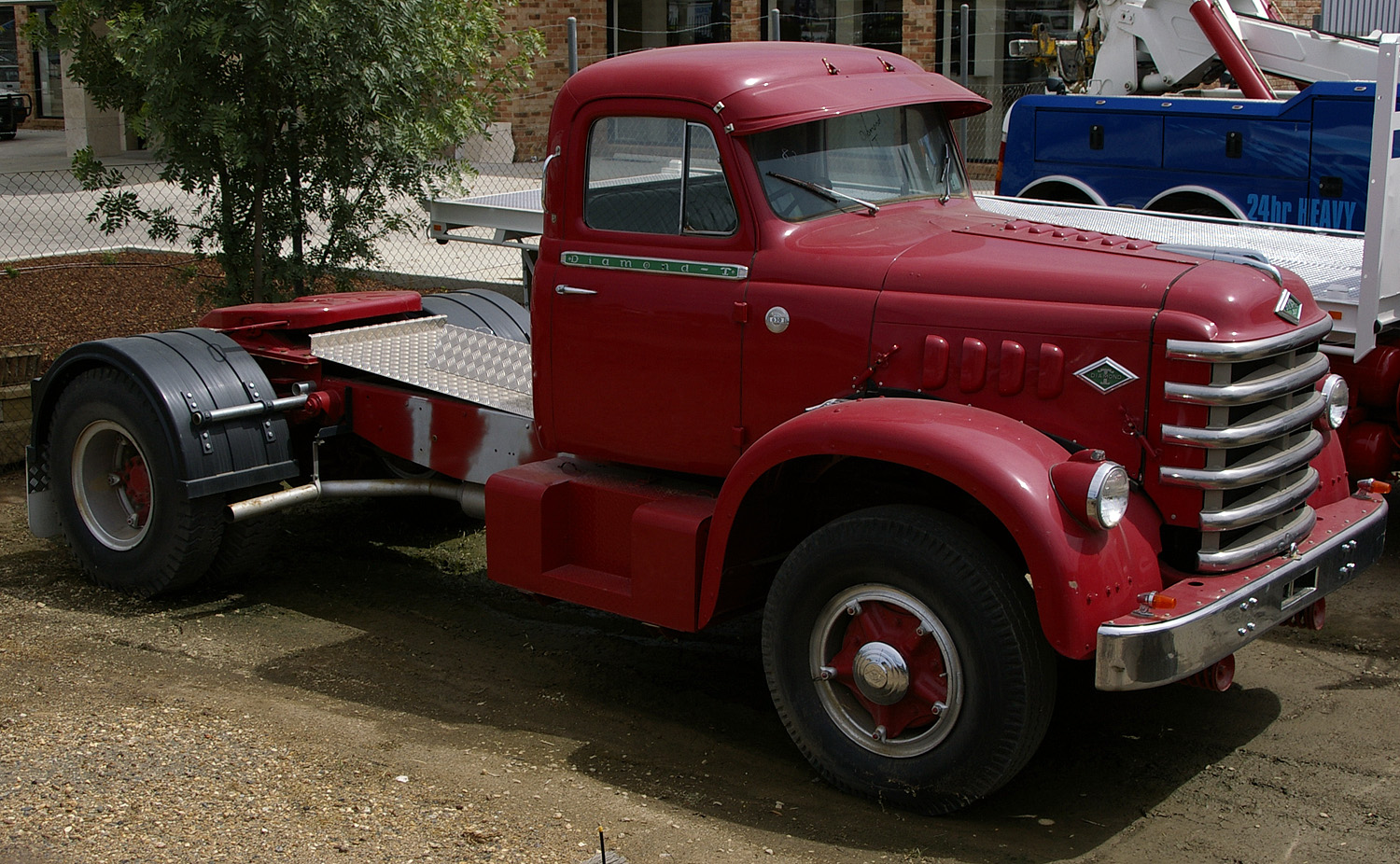
1958年製 ダイアモンドT 630

## カー (乗用車)
ダイアモンドTはシカゴで1905年から1911年までオートモービル (乗用車) を製造していた。生産されていたモデルはどれも丈夫で機動力のあるツーリングカー (オープンタイプの乗用車) で、最大70馬力であった。
| モデル名と製造年   | エンジン | 馬力 (HP) | ホイールベース (軸距) |
| ------------------ | -------- | --------- | --------------------- |
| Diamond T (1907年) | 4気筒    | 40        | 114インチ             |
| Diamond T (1908年) | 4気筒    | 50        | 114インチ             |
| Diamond T (1909年) | 4気筒    | 50        | 114インチ             |
| Model D (1910年)   | 4気筒    | 35        | 108インチ             |
| Model E (1910年)   | 4気筒    | 45        | 124インチ             |
| Diamond T (1911年) | 4気筒    | 45        | 124インチ             |

## トラック

### 商用モデル
1928–1929 には全般的な構造が大きく進化した。ドアのついた密閉型キャブ (運転台) が導入された。また全輪駆動のハイドロリック (液圧) ドラムブレーキが採用された。大型トラックには6気筒エンジンのコンチネンタル (Continental) とハーキュリーズ (Hercules) を搭載可能となり、ライトトラックの動力源としては4気筒エンジンのブッダ (Buda) が使われた。 すべてのトラックはディファレンシャル・ギヤ (差動装置) つきのリヤ・アクスル (後輪車軸) を装備していた。1929年には３軸タイプのシャーシ (車台) の耐荷重 (車体と貨物の総重量) は最大12トンであった。
1933年–1935年 1933年にはドアとロールアップ式ウインドウを備え、全てがスチール製カバーでおおわれた新しいキャブ (運転台) が導入された。1935年製モデルはデザインに変化がみられ「最新式」V字型フロントガラスに改良された。このキャブ は1951年に後継となったものが登場するまで、商用および軍用トラックで使用され続けた。1935年にはトラックの構造にも改良がみられ複数の新しいモデルが誕生し、1930年代の終わりまで進化を続けた。
1940年–1942年 1940年には118馬力 (88kW) のハーキュリーズ (Hercules) 6気筒ガソリンエンジンおよびディーゼルエンジンが使用され、また200馬力 (150kW) のカミンズ (Cummins) ディーゼルエンジンが導入された。1942年には改良モデルの生産が開始されていたが、わずか530台を製造後、戦術トラックとハーフトラックの軍事生産のために製造中止となった。 
1946年–1947年 商用トラック製造は軍事生産のため1942年に停止した。わずかな台数の商用トラックが1944年に生産され始め1945年にはさらにその数を増やした。1946年、商用生産が本格的に再開された初年度には5車種、1947年には14車種のモデルが製造された。第二次世界大戦後、大型トラック (へヴィートラック) は車台、車体、貨物を合計した重さの車両総重量 (GVWR) で計測されるようになった。1947年には重さ3,600kgから16,000kgまでのシャーシ (車台) が使用され、コンベンショナル (従来型)、スリーパー (寝台つき)、 そしてCOE (キャブオーバー) モデルが製造された。毎年行われていたモデルチェンジは廃止され多くのモデルが1950年まで変更されずに継続した。ガソリンエンジンおよびディーゼルエンジンはコンチネンタル (Continental)、カミンズ (Cummins) そしてハーキュリーズ (Hercules) が採用された。リヤ・アクスル (後輪車軸) はシングル (1本) タイプとタンデム (2本) タイプがあり、ホイールベース (車軸間距離) は多様だった。

### 軍用モデル
モデル980/981 12トン特大大型トラック「G159」
(Model 980/981 12-ton 6x4 trucks, G159) 
は戦車運搬車として使われたバラストトラクター (錘つきトラクター) だった。イギリス軍のために設計され、アメリカ陸軍にも採用された。新開発の185馬力 (138 kW)、排気量14.7LのハーキュリーズDFXE (Hercules DFXE) 6気筒ディーゼルエンジンを搭載し、さらに超低速ギヤを採用することで最大52,000kgのトレーラーを牽引することが可能となった。どれだけ重い戦車も運ぶことができる性能を発揮し任務で活躍した。初期には標準的なダイアモンドTの商用キャブ (運転台) が使用された (「G509」4トントラックに使用されていたものである)。1943年8月には開放型の軍用キャブに交換された。長いバタフライ型フード (ボンネット) には両サイドに垂直のルーバーがあった。
全長が短く、安定したボディ (車体) がミッドマウント式ウインチ (巻上げ機) の後方に取りつけられていた。両サイドに工具入れとして使用できる開閉式のツール・コンパーチメント、フロントには２つのオープン・コンテナ、また下開きのテールゲート (後方板) を備えていた。箱部分には最大8,200kgのバラスト (錘) を積み込むことが可能で後輪のタンデム車軸にかかるトラクション (牽引力) を増やすことができた。ロジャース社製M9トレーラーと合体させたものはM19戦車運搬車 (M19 tank transporter) と呼ばれた。第二次世界大戦中はレンドリース法に基づき多くの車両がソビエト連邦に送られた。
モデル968 4トン六輪駆動トラック「G509」 (Model 968 4-ton 6x6 truck,G509)
1941年には、4トン六輪駆動の標準的なシャーシ (車台) を採用した、プライムムーバー・カーゴトラックの生産が開始された。スチール製で密閉型の商用キャブ (運転台) を使用したものと、その後につくられた開放型の軍用キャブを使用したものとが両方製造されている。砲を牽引し、乗員と弾薬を運ぶことができるように設計されていた。このシャーシ (車台) は複数の異なるボディ (車体) で使われたが製造された4トントラックの大半が本モデル968だった。
標準モデルは106馬力 (79 kW)、排気量8.7Lに改良された6気筒のハーキュリーズRXC (Hercules RXC) エンジンと、それに相応しい５速のマニュアルトランスミッション (手動変速機) と2速のトランスファーケースを搭載していた。トラック重量は8,370kgで、最大11,000kgを牽引可能だった。
モデル967 (Model 967)  スタンダードモデルの試作となったプライムムーバー・カーゴトラックであった (21台はレッカー車として製造された )。1941年前半に製造され、排気量8.2LのハーキュリーズRXB (Hercules RXB) 直列6気筒エンジンを搭載していた。フロントにはブラッシュ・ガード (パンパー保護) 部品が取りつけられていた。

モデル969レッカー (Model 969 Wrecker) はアメリカ陸軍内で中型レッカー車として広く普及した。ホームズW-45大型軍用レッカー・ベッド (Holmes W-45 heavy-duty military wrecker bed) と連結して使用され、ベッド (荷台) 前方にはツインのブーム (アーム) と2つの5トン・ウインチ (巻上げ機) だけでなく、フロントマウント式ウインチも備えていた。エアコンプレッサーが備えつけられていたのに加えて、様々な回収用機材を乗せて運んだ。重量は9,680kgで最大11,000kgまで牽引できた。
モデル970カーゴトラック (Model 970 Cargo truck)
は橋を架けるポンツーンを運搬するために設計された。ベッド (荷台) は 16インチ (406.40 mm) で968より長さが伸びた。

モデル972ダンプトラック (Model 972 dump truck) 
第二次世界大戦時にアメリカ軍が使用していたもののなかで最も大きな車両だった。フロント・アクスル (前輪車軸) にかかる荷重を軽減するために、当初フロントウインチ (巻上げ機) は設置されなかった。アメリカ陸軍工兵隊 (USACE）の要請を受け、1944年6月からウインチが設置された。
モデル975 (Model 975) はカナダに向けて製造された橋梁用トラック (bridge truck) だった。